# Peixe
Peixe là một đô thị thuộc bang Tocantins, Brasil. Đô thị này có diện tích 5291,182 km², dân số năm 2007 là 8750 người, mật độ 1,65 người/km².